# مدمرة من فئة ماهان
كانت مدمرات فئة ماهان التابعة للبحرية الأمريكية سلسلة من 18 مدمرة، تم وضع حجر الأساس لأول 16 منها في عام 1934. أما المدمرتان الأخيرتان من المجموعة، وهما دنلاب وفانينج (تم وضع حجر أساسهما في عام 1935)، فيُعتبران أحياناً فئة سفن منفصلة. تم تكليف جميع المدمرات الثماني عشرة للخدمة في عامي 1936 و1937. كانت ماهان هي السفينة الرائدة، وقد سُميت على اسم نائب الأميرال ألفريد ثاير ماهان، المؤرخ والمنظّر المؤثر في مجال القوة البحرية. 